# Vladimir Semjonovič Antoščenkov

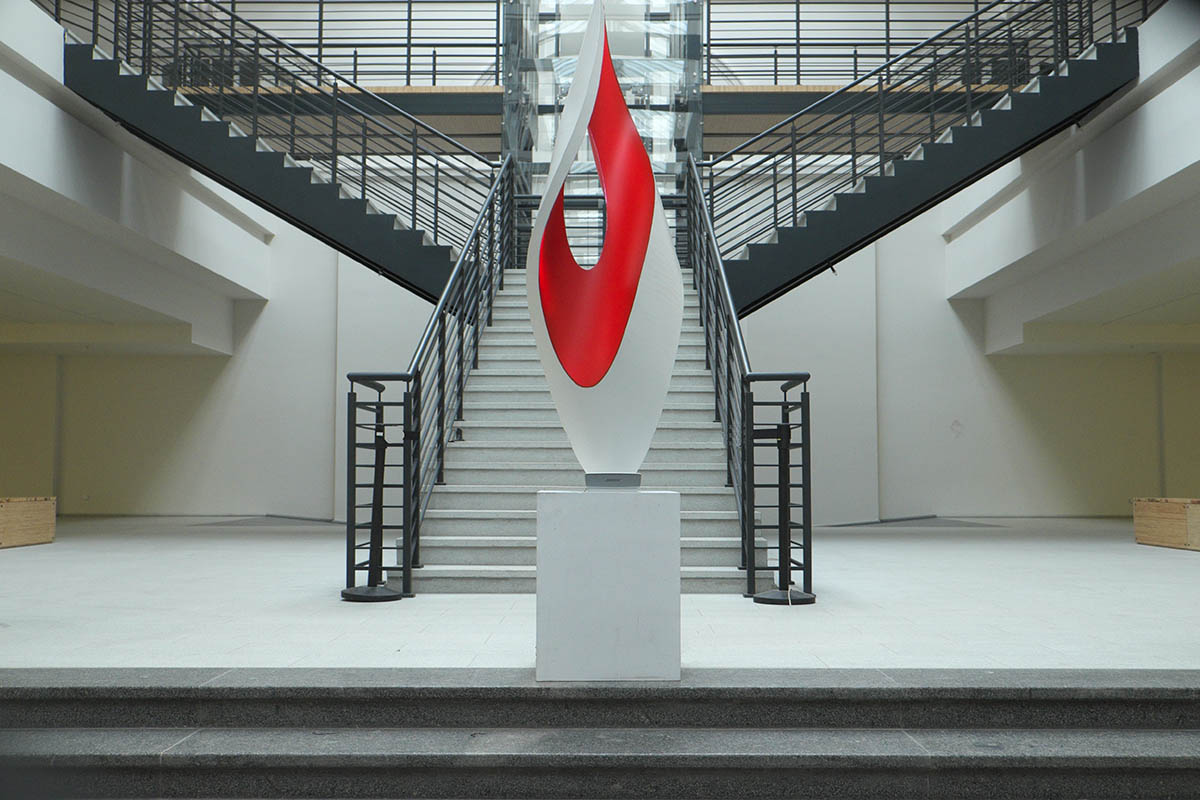
Elegantní forma, trojrozměrný umělecký objekt, plastová socha, Petrohrad

Vladimir Semjonovič Antoščenkov (2. září 1933, Leningrad, SSSR – 30. května 2024 Rusko) byl ruský architekt, umělecký fotograf, teoretik urbanismu a sochař.

## Životopis
Vladimir Semjonovič Antoščenkov se narodil 2. září 1933 v Leningradu do dělnické rodiny. Jeho otec byl Semjon Fedorovič, matka Tamara Aleksandrovna. Během Velké vlastenecké války byl evakuován do města Čeljabinsk. V roce 1951 absolvoval s vyznamenáním střední školu N199 v Leningradu. V letech 1951–1957 studoval a s vyznamenáním, promoval na Fakultě architektury Leningradského stavebního institutu (LISI, nyní SPBGASU). V letech 1957–1959 pracoval jako architekt v Projektovém ústavu Lengiprogor, kde dokončil řadu projekčních prací a úspěšně se účastnil architektonických soutěží. V roce 1959 nastoupil na denní postgraduální studium na LISI, obor městské plánování. V roce 1964 obhájil disertační práci pod vedením prof. Vitmana V. A. na téma: "Trasy pohybu v obytných oblastech." V roce 1962 se stal asistentem, od roku 1973 působil jako docent katedry urbanismu LISS. V letech 1969–1972 pracoval na problémech urbanistické technologie, získal 4 autorská práva na vynálezy; zařízení pro kreslení perspektivy bylo vystaveno na Výstavě hospodářských úspěchů SSSR ; účastnil se zakázkových soutěží na urbanistická témata. Více než 30 let byl vedoucím cvičné dílny. V letech 1961–1991 působil jako vědecký ředitel vědecko-metodologického výzkumu problémů architektonické pedagogiky, vedeného na katedře městského plánování. Je autorem více než 30 vědeckých a metodologických publikací.
Zemřel 30. května 2024 ve věku 90 let.

## Dílo
- vědecké a metodologické problémy školení architektů;
- principy interaktivního učení;
- tvarosloví architektonických forem;
- fotografie architektury;

V letech 1995–2012 více než 15 let vedl katedru městského plánování na Petrohradské univerzitě SPGASU (Katedra urbanismu a designu městského prostředí). V roce 1974 začal studovat fotografii a vytvořil první sérii fotografií o Leningradu. První samostatnou výstavu měl v Domě architektů. V roce 1986 se k fotografii vrátil a vydal několik publikací v časopisech (včetně Sovětskoje foto). Zúčastnil se celosvazové výstavy architektonické fotografie a stal se členem leningradského sdružení „Fotocentr“. V roce 1994 vstoupil do Svazu ruských fotografů. Je autorem architektonických kompozic známých ruským tiskem a uměleckými kritiky.

## Vědecké zájmy
- 1989 – Laureát All-Union Review za nejlepší fotografii architektonického díla
- Čestný diplom za nejlepší černobílou kolekci v soutěži „Northern Palmyra-2000“
- 2000 – Vítěz soutěže „Litinový vzor pro vaše ploty“
- 2003 – Mezinárodní výstava „Sibiřské bienále“. Zvláštní porota a cena Kodak
- 2012 – Antsiferovova cena, zvláštní diplom za sérii fotoalb věnovaných Petrohradu[2]
- 2016 – Univerzita průmyslových technologií a designu a St. Petersburg Union of Designers, „Master and Apprentice. Levels of Mastery“ 1. místo
- 2018 – Čestný člen Svazu fotografů Ruska[3]

## Dílo
Autorovo dílo se nechází ve sbírkách:
- Státní muzeum Ermitáž (Petrohrad)
- Státní ruské muzeum (Petrohrad)
- Státní muzeum historie Petrohradu (Petrohrad)
- Státní muzeum a výstaviště ROSPHOTO (Petrohrad)
- Státní muzeum architektury A. V. Ščuseva (Moskva)
- Yorkshire Museum v Yorku (Spojené království)

## Ocenění
Díla Vladimíra Semjonoviče Antoščenkova byla prezentována na 35 samostatných výstavách v Rusku, USA, Anglii, Německu, Finsku a Indii.
2011
- Muzeum a výstaviště ROSFOTO. Město jsou lidé. Vladimír Antoščenkov.[4]
- Svaz fotografů Ruska. Vladimír Antoščenkov.[5]

2012
- Centrum fotografie bratří Lumierů. Moskva. Městská klasika. Vladimír Antoščenkov.[6]
- Centrum fotografie bratří Lumierů. Moskva. Artefakty. Vladimír Antoščenkov.[7]

2018
- LISI (SPbGASU). Oddělení územního plánování. Vladimír Antoščenkov.[8]
- Muzeum a výstaviště ROSPHOTO. Vladimír Antoščenkov.[9]
- Muzeum současného umění Erarta. Petrohrad. Vladimír Semenovič Antoščenkov. O umělci. Životopis.[10]
- Rozhovor s fotografem Vladimirem Antoščenkovem: o jeho práci ao výstavě „Vybrané fotografie“ v muzeu Erarta. 2017.[11]
- Svaz fotografů Ruska. Osobnosti. Vladimiru Antoščenkovovi je 85 let.[12]

## Účast na kolektivních výstavách
Vladimir Antoščenkov se zúčastnil více než 62 výstav v Rusku, USA, Francii, Holandsku, Japonsku a Rakousku.
- Metamorfózy krychle. Muzeum současného umění Erarta.

## Samostatné výstavy
- Antoščenkov V. S Něco o Petrohradu. Petrohrad, Svatoslav, 2005.
- Antoščenkov V. S Neopakovatelný Petrohrad. Petrohrad, Svatoslav, 2005.
- Antoščenkov V. S Život sochy ve městě: fotoalbum. Petrohrad, Ruská sbírka, 2008.
- Antoščenkov V. S Architektura Petrohradu. 20. století. Fotoalbum. Petrohrad, 2008.
- Antoščenkov V. S. Petrohradská Poezie. Fotoalbum. Petrohrad, Ruská sbírka, 2009.
- Antoščenkov V. S. Život rostlin ve městě. Fotoalbum. Petrohrad, 2009, Něvskij rakurs.
- Antoščenkov V. S. Střechy Petrohradu. Fotoalbum. Petrohrad, 2010, Něvskij rakurs.
- Antoščenkov V. S Cihlový Petrohrad. Fotoalbum. Petrohrad, 2010, Něvskij rakurs.
- Antoščenkov V. S Zimní Petrohrad. Fotoalbum. Petrohrad, 2011, Něvskij rakurs.
- Antoščenkov V. S Petrohradské dvory. Fotoalbum. Petrohrad, 2011, Něvskij rakurs.
- Antoščenkov V. S. Neseriózní Petrohrad. Fotoalbum. Petrohrad, 2011, Něvskij rakurs.
- Antoščenkov V. S. Fauna Petrohradu. Fotoalbum. Petrohrad, 2014, Něvskij rakurs.
- Antoščenkov V. S Vybrané fotografie. Fotoalbum. Petrohrad, 2018: Něvskij rakurs.